# Chuỗi án mạng A.B.C
Chuỗi án mạng A.B.C (tiếng Anh: The ABC Murders) là một tác phẩm truyện hư cấu trinh thám của nhà văn Anh Agatha Christie, với các nhân vật Hercule Poirot, Arthur Hastings và Chief Inspector Japp, khi họ đấu tranh với một loạt vụ giết người bởi một kẻ giết người bí ẩn chỉ được biết đến với cái tên "A.B.C". Cuốn sách được xuất bản lần đầu tiên ở Anh bởi Câu lạc bộ tội phạm Collins vào ngày 6 tháng 1 năm 1936, bán với giá 7 shillings và sixpence (7/6) còn ấn bản ở Mỹ xuất bản bởi Dodd, Mead and Company vào ngày 14 tháng 2 cùng năm, với giá bán 2 đô la Mỹ.

## Cốt truyện
Chuỗi án mạng A.B.C là câu chuyện về một hung thủ gây án theo bảng chữ cái, khiến cả nước Anh kinh hoàng.
Khi một sát nhân giết người hàng loạt bí danh ABC chế nhạo Poirot bằng những lá thư úp mở và giết người theo thứ tự chữ cái, Poirot tiến hành một phương pháp điều tra bất thường để truy tìm ABC. Chữ A là bà Ascher ở Andover, B là Betty Barnard ở Bexhill, C là ngài Carmichael Clarke ở Churston. Qua từng vụ án, kẻ giết người càng tự tin hơn - nhưng để lại một vệt manh mối rõ ràng để chế nhạo Hercule Poirot tài ba có thể lại sai lầm đầu tiên và chí tử.
Trong một câu chuyện có vẻ như không can hệ gì, một người bán rong tên Alexander Bonaparte Cust đã có mặt ở tất cả những địa điểm xảy ra án mạng và ngày tội ác đó diễn ra. Cust bị trúng đạn vào đầu lúc đi lính. Hậu quả là, ông bị mất trí nhớ, đau đầu và bị động kinh. Liệu một người ngờ nghệch như thế có thể là kẻ giết người mệnh danh ABC không?